# Националистическая вооружённая оборона
Националистическая вооружённая оборона (исп. Defensa Armada Nacionalista, DAN), также Команды охоты на Тупамарос (исп. Comandos Caza Tupamaros) — уругвайская ультраправая организация типа эскадронов смерти. Создана для вооружённой борьбы против леворадикального движения Тупамарос. Стояла на позициях праворадикального национализма и крайнего антикоммунизма. Активно действовала со второй половины 1960-х по конец 1970-х годов. Совершала нападения, взрывы, поджоги, похищения и убийства. Тесно сотрудничала с полицией и спецслужбами, в том числе в период «военно-гражданской диктатуры». После возврата страны к конституционно-демократическим порядкам перестала существовать, некоторые участники привлекались к уголовной ответственности. Принципы, методы и кадры используются как модели для современных радикальных антикоммунистов.

## Контекст
Восточная Республика Уругвай на фоне других стран Латинской Америки отличалась стабильностью. Однако с середины 1960-х социально-политическое положение в стране резко обострилось на фоне экономических трудностей. Группа ультралевых активистов во главе с адвокатом Раулем Сендиком создала повстанческое движение Тупамарос, развернувшее городскую герилью под марксистскими лозунгами.
Правые силы не замедлили с реакцией. В декабре 1967 президентом Уругвая стал сторонник жёсткого курса Хорхе Пачеко. Он настоял на чрезвычайных мерах в отношении Тупамарос. Эти меры включали не только полицейские операции, но и создание гражданских силовых структур по типу эскадронов смерти. Инициатором этого проекта выступил отставной генерал Хуан Ривас. Идеологом и стратегом стал заместитель министра внутренних дел профессор Армандо Акоста-и-Лара — убеждённый фалангист, он считал, что подавление коммунизма является задачей всей нации, а не только государственных карательных служб. Среди гражданских политиков наибольшую поддержку «эскадроны» встретили в партии Колорадо, особенно в лице секретаря президента Пачеко адвоката Карлоса Пирана.

## Уругвайские «эскадроны»

### Доктрина
Уругвайский «штурмовой эскадрон» получил название Националистическая вооружённая оборона (DAN). Наименование подчёркивало оборонительный характер действий, защиту страны от коммунистической опасности, олицетворяемой Тупамарос. В то же время второе название — Команды охоты на Тупамарос (CCT) указывало на готовность к жёстким наступательным действиям.
Идеология DAN основывалась на праворадикальном национализме, традиционных ценностях и непримиримом антикоммунизме. В некоторых установках отмечался неофашистский уклон. Методы были избраны типичные для «эскадронов смерти» — нападения на политических противников, поджоги, взрывы, похищения и убийства.

### Структура
Костяк DAN составили отставные и действующие сотрудники полиции и спецслужб, молодые представители среднего класса, традиционалисты из низов, криминальные элементы. Особенно активны были члены студенческой организации Стойка уругвайской молодёжи (JUP, структура типа мексиканских Текос). Источниками кадрового пополнения служили праворадикальные гражданские организации, создаваемые в профсоюзной, крестьянской, молодёжной, предпринимательской, церковно-католической среде.
В лидеры DAN выдвинулся активист JUP Мигель Антонио София Абелейра — молодой (в 1970 году ему исполнилось 22) бизнесмен в сфере радиовещания. По согласованию с военными властями, Мигель София Абелейра занимался и такими делами, как контрабандная доставка оружия из стронистского Парагвая.
Уругвайские «эскадроны» действовали в тесном контакте с государственными органами МВД и Минобороны — полицией Монтевидео, Национальным директоратом информации и разведки (DNII), военными спецслужбами. Активность DAN санкционировали президенты Уругвая Хорхе Пачеко (1967—1972) и Хуан Мария Бордаберри (1972—1976). Эта тема находилась на постоянном контроле министров внутренних дел в правительстве Пачеко Сантьяго де Брум Карбахаля и Данило Сены, комиссара полиции Уго Кампоса Эрмиды и главного военного советника МВД полковника ВВС Уругвая Вальтера Мачадо.
Непосредственными кураторами DAN являлись руководители DNII Виктор Кастильони и Вашингтон Гриньоли, инспектор полиции Педро Флейтас, капитан разведки ВМФ Уругвая Хорхе Надер. Сотрудники полиции и DNII Нельсон Бардесио, Хорхе Грау Сан-Лоран, Нельсон Марио Бенитес, Альберто Соса, Пабло Фонтана, Эстанислао Ламенца, Оскар Родао, Эрман Сильвера непосредственно участвовали в акциях «эскадронов смерти», вместе с Софией Абелейрой планировали и осуществляли нападения.
Особое место в уругвайских «эскадронах смерти» занимал парагваец — врач-психиатр Анхель Педро Кроса Куэвас. Он являлся доверенным лицом Акосты-и-Лары, антикоммунистическим идеологом, организатором боевых групп JUP и гражданских праворадикальных структур. При этом Кросса Куэвас лично участвовал в силовых акциях DAN и спецоперациях по засылке агентуры в Тупамарос. Стронистский эмиссар активно использовал политические и оперативные методы, отработанные в Парагвае. Существует даже мнение, что именно Кроса Куэвас стоял во главе DAN/CCT, тогда как София Абелейра был его «правой рукой».
Мигель София Абелейра (гражданские ультраправые), Педро Флейтас (полиция), Вашингтон Гриньоли (спецслужба), Хорхе Надер (вооружённые силы) и Анхель Кросса Куэвас (ВАКЛ) составляли ядро оперативного командования уругвайскими «эскадронами». Политическое руководство замыкалось на Армандо Акосту-и-Лару и Карлоса Пирана.
Посольство Парагвая в Монтевидео было опорной базой и источником финансирования DAN, режим Альфредо Стресснера рассматривался как ближайший союзник. Помощь в инструктаже и подготовке уругвайских оперативных кадров оказывали также аргентинская спецслужба SIDE и бразильская политическая полиция DOPS. Иногда после совершения своих акций боевики перебирались через границу и выжидали время в Бразилии.

### Насилие
В 1970 к власти в Чили пришло правительство Народного единства во главе с Сальвадором Альенде. Это оказало вдохновляющее воздействие на левые силы Уругвая. В 1971 была создана коалиция Широкий фронт (FA) с участием коммунистической и социалистической партий. Лидером FA являлся популярный в стране генерал Либер Сереньи. Стала реальной перспектива победы левых на выборах.
Активизировалось вооружённое подполье Тупамарос. В июле 1970 партизаны похитили и вскоре убили американского консультанта полиции Монтевидео агента ЦРУ Дэна Митрионе. Было совершено ещё несколько взрывов, обстрелов и поджогов. Погибли несколько солдат и полицейских. Был похищен и освобождён за выкуп британский посол. Тупамарос обнародовали свой список смертных приговоров, в котором присутствовали фамилии всех лидеров DAN и военно-полицейских кураторов.
Особенный резонанс вызывало совершённое тупамарос (при участии Маурисио Розенкофа) убийство сельскохозяйственного рабочего Паскасио Баэса. В декабре 1971 он случайно проходил мимо, увидел законспирированный партизанский бункер, был схвачен и убит инъекцией тиопентала натрия.
14 апреля 1972 был совершён комплекс из четырёх партизанских боевых акций: тупамарос расстреляли экс-замминистра внутренних дел Акосту-и-Лару (прежде всего — именно за его роль в создании DAN), функционера DNII Оскара Делегу, офицера полиции Карлоса Лейтеса, офицера военно-морской разведки Эрнесто Мотто. Лишь по случайности той же участи избежал Мигель София Абелейра, сумевший уйти от засады. 14 апреля 1972 года было названо «самым кровавым днём в истории Монтевидео».
События 14 апреля 1972 стали переломным моментом уругвайской политики. Правительство ответило жёсткими репрессиями. В перестрелках с полицией и охранниками DAN погибли видные тупамарос Николас Гропп, Норма Пальяно, Хорхе Кандан, Армандо Бланко, Габриэль Шредер, Орасио Ровира. Массированные атаки на Тупамарос — как до, так и после 14 апреля — повели боевики DAN. Ими были убиты Эктор Кастанетто, Иберо Гутьеррес, Абель Айяла, Хулио Эспосито, Мануэль Филиппини, Эберт Ньето. Подверглись нападениям адвокаты Артуро Дубра и Алехандро Артуччо, защищавшие тупамарос. Дважды предпринимались попытки убийства генерала Сереньи. Волна поджогов и взрывов обрушилась на штабы Широкого фронта. В день убийства Акосты-и-Лары, Делеги, Лейтеса и Мотто гражданские боевики массировано атаковали в Монтевидео штаб-квартиру Компартии Уругвая. Объектами атак становились не только тупамарос и их партийные союзники (хотя прежде всего они), но и профсоюзные деятели, левые активисты, даже родственники политических противников.
Непосредственными исполнителями силовых акций выступали не только сотрудники государственных силовых структур, но и боевики DAN — Мигель София Абелейра, Нельсон Бардесио, Марио Бенитес, Альберто Соса, Оскар Родао и другие. По имеющимся свидетельствам, оперативную координацию осуществлял Анхель Кроса Куэвас, курирование от государственных служб — Педро Флейтас и Хорхе Надер, политический контроль — Карлос Пиран.
27 июня 1973 президент Бордаберри при поддержке военных совершил государственный переворот. В Уругвае установился режим «военно-гражданской диктатуры». Системными полицейскими репрессиями власти подавили повстанчество Тупамарос. Были запрещены партии Широкого фронта. Оппозиционные активисты — будь то вооружённой борьбы, парламентской политики или мирного протеста — оказались в тюрьмах или в эмиграции. На этих направлениях функции DAN в значительной степени дезактуализировались. Репрессивный аппарат государства справлялся своими силами.
Определённую роль уругвайские «эскадроны смерти» играли в Операции «Кондор» — выявлении и внеправовой ликвидации оппозиционных политэмигрантов. Но и здесь однозначно доминировали государственные спецслужбы и карательные органы под координацией связанного с «эскадронами» майора Хосе Нино Гавацо.

## Судебные преследования
В 1984 было достигнуто соглашение о возврате к конституционным порядкам. Деятельность DAN окончательно прекратилась. С 1985 у власти в Уругвае находятся демократически избранные президенты. Правые правительства Хулио Сангинетти, Луиса Альберто Лакалье и Хорхе Батлье не привлекали к ответственности участников военно-полицейских репрессий и ультраправого террора. Положение изменилось, когда во главе государства оказались представители Широкого фронта — Табаре Васкес и бывший боец-тупамарос Хосе Мухика.
В 2009 был приговорён к тюремному заключению экс-президент Грегорио Альварес, в 2010 — Хуан Мария Бордаберри. Предстали перед судом высокие чины армии и полиции. В 2009 был экстрадирован из Аргентины и взят под арест фотограф Нельсон Бардесио — офицер полиции и боевик DAN, участник нескольких ликвидационных операций. В 1972 году Бардесио был захвачен тупамарос и дал им подробные показания об убийстве Эктора Кастанетто и о связях «эскадронов смерти» с правительством, полицией и спецслужбами (впоследствии он утверждал, что эти признания произносил под давлением). Был арестован и заключён в тюрьму Педро Флейтас.
Официально — на судебном и парламентском уровне — обнародованы данные о связях полиции и спецслужб с «эскадронами смерти». Юристы, представлявшие интересы родственников погибших тупамарос, требовали привлечения к ответственности Софии Абелейры, Кампоса Эрмиды, Педро Флейтаса, Нельсона Марио Бенитеса, Альберто Сосы, Эстанислао Ламенцы, Оскара Родао, Эрмана Сильверы.
8 января 2019 по ордеру Интерпола был арестован в Монтевидео Мигель София Абелейра (проживавший по поддельному паспорту, занимавшийся телерадиокоммуникационным бизнесом и секьюрити). Ему предъявлены обвинения в похищениях и убийствах Кастанетто, Айялы, Гутьерреса, Филиппини. Со своей стороны, София Абелейра подчёркивает, что действия «эскадронов» являлись самообороной в ответ на насилие Тупамарос, а аффилированные с ними политические организации придерживались демократических принципов. Собственное участие в похищениях и убийствах он категорически отрицает. Показания Нельсона Бардесио характеризует как юридически ничтожные, полученные под давлением и угрозами.

## Память и тенденции
Деятельность DAN в принципе осуждается в современном Уругвае как жестокое политическое насилие. Существенно, что среди жертв были не только боевики, но и активисты мирного протеста, не применявшие оружия. Уругвайское общество отвергает и политический идеал DAN — авторитарную военно-националистическую диктатуру.
В то же время, многие уругвайцы считают оправданными силовые методы противостояния Тупамарос. (В этой связи вспоминается трагическая история Паскасио Баэса.) Резкое отторжение у правых вызывает пример Венесуэлы — тогда как политика Широкого фронта зачастую воспринимается как уругвайский вариант «социализма XXI века», смягчённая версия чавизма и режима Мадуро. Возникают радикальные антикоммунистические группы, переходящие от Интернет-агитации к уличным выступлениям.